# فرودگاه تک‌بانده لیتپور
فرودگاه تک‌بانده لیتپور  (به انگلیسی: Lalitpur Airstrip) یک فرودگاه همگانی است که یک باند فرود آسفالت دارد. این فرودگاه در کشور هند قرار دارد .